# Witold Szczuczko
Witold Szczuczko (ur. 15 kwietnia 1947 w Lędzinie, zm. 22 listopada 2012 w Marburgu) – polski historyk i archiwista.
Szkołę podstawową i Liceum ogólnokształcące ukończył w Ostródzie. W latach 1968 -1973 studiował historię o specjalizacji archiwalnej na Wydziale Historycznym Uniwersytetu Mikołaja Kopernika w Toruniu. Ukończył je na podstawie pracy magisterskiej pt "Koncepcja wyboru króla Polski Zygmunta Starego Nadzorcą Związku Miast Hanzeatyckich na zjeździe ogólnym w 1511 r. w Lubece". Pracował następnie w Archiwum Państwowym w Bydgoszczy, oddział w Toruniu, a także w Pracowniach Konserwacji Zabytków. W 1981 został zatrudniony w Instytucie Historii i Archiwistyki UMK. Stopień doktora nauk humanistycznych w zakresie historii uzyskał w 1985 r. na podstawie dysertacji pt. "Sejm warszawski 1563/64 a ruch egzekucyjny w Prusach Królewskich ". Od 2001 r. pracował w Archiwum Państwowym w Toruniu na stanowisku kustosza.
Podczas pracy na uniwersytecie wraz ze swoim mistrzem prof. Karolem Górskim opublikował dzieło "Tabliczki Woskowe Miasta Torunia. Ok. 1350-I poł. XVI w" - edycję o wyjątkowym znaczeniu ze względu na wpisanie kolekcji toruńskich tabliczek na krajową listę dziedzictwa kulturowego UNESCO. Przebywał na wielu stażach i wyjazdach naukowych w Berlinie, Sztokholmie, Griefswaldzie, Oldenburgu i Gdańsku. Jest autorem ponad 130 biogramów i publikacji naukowych m.in. z zakresu parlamentaryzmu, historii Skandynawii czy historii Pomorza.